# أكرم العلبي
أكرم العلبي (1358- 1435 هـ/ 1940- 2013 م) مؤرِّخ سوري، وباحث محقق، له عناية خاصة بدمشق وتاريخها ورجالها وأحوالها الاجتماعية والثقافية والفكرية والعسكرية، له مؤلفات وتحقيقات، من أشهرها كتابه (خِطَط دمشق).

## ولادته وتحصيله
وُلد أكرم حسن العُلَبي في حيِّ القيمرية الدمشقي، يوم الثلاثاء 23 من ذي القعدة 1358هـ الموافق 2 يناير (كانون الثاني) 1940م. لأسرة كريمة من الأسر القديمة الشهيرة في دمشق، ينتهي نسبهم إلى السيِّد عمر العُلَبي العُمَري، الصدر الأعظم، من رجال القرن الحادي عشر الهجري، الذي ينتهي نسبه إلى أمير المؤمنين عمر بن الخطاب. والعُلَبي: هو صانعُ الأواني الخشبية، وهي حِرفة كانت رائجة في دمشق، ولها سوق يُعرف بسوق العُلَبية، يُصنع فيه أصنافها، مثل: عُلَب الحَلْوَيات، وعُلَب العطَّارين، وعُلَب الهدايا.
وهو أكرم بن حسن، بن سعيد، بن محمود، بن محمد، بن محمد العُلَبي، وجدُّه سعيد بن محمود العُلبي (ت 1349هـ/ 1930م): عالم حافظ جامع مقرئ، أخذ عن الشيخ أحمد دهمان، والشيخ أحمد الحلواني الجد، والمحدِّث الشيخ بدر الدين الحسني.
نال أكرم العلبي الشهادة الثانوية سنة 1960، والتحقَ بكلية الآداب قسم التاريخ بجامعة دمشق، وتخرَّج فيها حاملًا شهادة الإجازة (بكالوريوس) سنة 1964. عمل مدرِّسًا لمادَّة التاريخ في ثانويات الحسكة ودمشق.
ثم ابتُعث عام 1968 لمتابعة دراسته في مصر، فحصل على شهادة دبلوم من معهد البحوث والدراسات العربية قسم الدراسات والبحوث التاريخية والجغرافية في القاهرة سنة 1969، ثم على شهادة الماجستير من المعهد المذكور سنة 1978 بدرجة ممتاز وعنوان رسالته (نيابة دمشق في نهاية عهد المماليك عهد سيباي).

## عمله ووظائفه
بعد حصوله على الماجستير انتقل إلى المملكة العربية السعودية للعمل موجهًا تربويًّا مدَّة ست سنوات، في مِنطَقتي عرعر وحائل، من عام 1979 إلى 1985م. ثم رأى أن يقدِّم استقالته، ويعود إلى بلده سورية، وهناك انكبَّ على دراسة التاريخ ومطالعة مصادره وموارده، والبحث في مسائله، ولا سيَّما ما يتصل بدمشق وتاريخها ورجالها وأحوالها الاجتماعية والثقافية والفكرية والعسكرية.
وعرفه روَّاد مكتبة الأسد الوطنية، والمكتبة الظاهرية، ومركز الوثائق التاريخية، والمعهد الفرنسي للدراسات العربية، ومجمع اللغة العربية، بدأبه على البحث والمطالعة، وكان خبيرًا في التعامل مع المخطوطات والوثائق وترجم النادر منها.
وهو عضو المجمع العلمي العالي للعلوم العربية الإسلامية بدمشق، وحاصل على إجازة في علوم القرآن سنة 1990، من الشيخ محمد عبد اللطيف الفرفور. تزوَّج عام 1979 وله أربع بنات.

## آثاره
صدر لأكرم العُلبي 22 كتابًا بين تأليف وتحقيق، منها:

### في التأليف
1. دمشق بين عصر المماليك والعثمانيين دراسة تاريخية واجتماعية 906- 922 هـ/ 1500- 1520 م، عام 1982م.[7]
2. تيمورلنك وحكايته مع دمشق، عام 1987.
3. الخليفة المتوكل على الله جعفر ناصر السنَّة (247هـ)، عام 1987م.
4. الوليد بن يزيد الخليفة الشاعر (123هـ)، عام 1987م.
5. الملك الأشرف خليل بن قلاوون فاتح عكَّا ومحرِّر بلاد الشام من الصليبيين (693هـ)، عام 1987م.
6. المظفَّر قُطُز بطل معركة عين جالوت (658هـ)، عام 1987م.[8]
7. الملك المعظَّم توران شاه الأيوبي بطل معركة المنصورة (648هـ)، عام 1987م.
8. معارك المَغُول الكبرى في بلاد الشام، عام 1988.
9. خِطَط دمشق دراسة تاريخية شاملة على مدى ألف عام، عام 1989م.[9]
10. التقويم: دراسة للتقويم والتوقيت والتأريخ، عام 1991م.
11. تكملة شذرات الذهب في أخبار من ذهب، لابن العماد الحنبلي، عام 1991م.
12. ظرفاء من دمشق، عام 1996.
13. خالد العظم (1903- 1965م) آخر حكَّام دمشق من آل العظم، عام 2005.[10]
14. يهود الشام في العصر العثماني من خلال سجلات المحاكم الشرعية في مركز الوثائق، عام 2011.[11]

### في التحقيق
1. تاريخ البُصْرَوي صفحات مجهولة من تاريخ دمشق في عصر المماليك من سنة 871 لغاية 904هـ، لعلاء الدين علي بن يوسف الدمشقي البُصْرَوِي، عام 1988م.
2. دمشق الشام لمحة تاريخية منذ العصور القديمة حتى عهد الانتداب، لجان سوفاجيه، تعريب فؤاد أفرام البستاني، عام 1989م.[1]
3. الحضرة الأُنسية في الرحلة القُدسية، للشيخ عبد الغني النابُلُسي، عام 1990م.[8]
4. يوميات شامية، وهو التاريخ المسمَّى الحوادث اليومية من تاريخ أحد عشر وألف ومية: صفحات نادرة من تاريخ دمشق، لمحمد بن كنَّان الصالحي، عام 1993.
5. سِلك الدُّرَر في أعيان القرن الثاني عشر، للمُرادي محمد خليل بن علي الحسيني، عام 2001م.[12]

### في الترجمة
1. الآثار التاريخية في دمشق، لجان سوفاجيه، عرَّبه وعلَّق عليه، عام 1991م.

## صفاته
- وصفته زوجته بقولها: «بأنه كان محبًّا للمساكين، كثيرَ التصدُّق على المحتاجين، يعمل بصمت فقد كان شعاره: (استعينوا على قضاء حوائجكم بالكِتمان)، متواضعًا زاهدًا. لم يعرف زيارةَ الأطباء، وقد احتفظ بكامل صحَّته حتى وفاته، ولطالما استخدم الدرَّاجةَ الهوائية في تنقلاته، وقد وافته المنية وهو على دراجته خارجًا من زيارة قبر والدته في مقبرة الدحداح، متجهًا لتقديم المساعدات إلى بعض الأسر المحتاجة».[13]
- ووصفته زميلته الباحثة بالتاريخ الدكتوره عزة علي آقبيق قائلة: «عُرف أكرم العلبي بالخُلق الحسن، والصلاح والزهد، أحبَّه محيطه لطِيب معشره، ودماثة أخلاقه، وكرمه، حتى إنه كاد ينفقُ كل موارده صدقةً لكل سائل، ميَّزه الورع والتقوى».[14]
- وذكره المؤرِّخ الدكتور فارس أحمد العلَّاوي بقوله: «لا أبالغ إن قلت إن الأستاذ العلبي كان أكثرَ الباحثين خبرةً بوثائق سجلات المحاكم الشرعية العثمانية، لا يمكنني بدقة تحديد عدد سنوات بحثه في مركز الوثائق التاريخية بدمشق، لكني كنت شاهدًا على ما يقرب من عشرين سنة منها، وهي بالتأكيد تزيد على ذلك. وقد أصبح مرجعًا لكل باحث في هذه الوثائق، وحينما يأتي باحثٌ أجنبي أو عربي، أو أي باحث من الباحثين إلى المركز، كان المدير والإداريون فيه يحوِّلونه مباشرة إلى الأستاذ العلبي. وحين كنا نجد صعوبةً في قراءة كلمة من الكلمات نتَّجه إليه مباشرة، وفي كثير من الحالات كنا نجد عنده القراءة الصحيحة.. كانت المكتباتُ والمراكز العلمية الشغلَ الشاغل للأستاذ العلبي، فأينما ذهبت كنت أجده في واحدة منها».[15]
- وقال الباحث عصام الحجَّار عنه: «عمل أستاذنا أكرم العلبي بصمت وتواضع، وأكمل مسيرة محمد كُرد علي، والشيخ محمد أحمد دهمان، وخالد معاذ، وصلاح الدين المنجِّد، وغيرهم من علماء دمشق الكبار. كنت أنتظر بفارغ الصبر صدور موسوعته "خِطَط دمشق الكبرى" التي كان يضع عليها لمساته الأخيرة، ولكن قدَّر الله وما شاء فعل. إن رحيله خسارة كبيرة لدمشق وتاريخها ومعالمها ومكتبتها. رحيله خسارة للبحث العلمي في سوريا. رحم الله ابن دمشق البار».[15]

## وفاته
توفي أكرم العلبي في دمشق، يوم الأحد 12 صفر 1435هـ الموافق 15 ديسمبر (كانون الأول) 2013م، بحادث دراجة هوائية. وصُلِّي عليه عصر اليوم التالي الاثنين في جامع لالا باشا، ودُفن في مقبرة الدحداح.

## الملاحظات
1. ↑  هذا الصواب في تاريخ ولادته، وقد أخطأ الدكتور نزار أباظة؛[1] فجعل تاريخ ولادته بالهجري 1360!
2. ↑  هذا الصواب في تاريخ وفاته بدقة، وقد أخطأ الدكتور نزار أباظة في (إتمام الأعلام) 1/ 121 فجعل تاريخ وفاته بالميلادي 2014!